# 胡克山
78°6′S 162°42′E / 78.100°S 162.700°E
胡克山（英語：Mount Hooker）是南極洲的山峰，位於維多利亞地的斯科特海岸，屬於皇家學會嶺的一部分，處於李斯德山以南，海拔高度超過3,800米，由英國探險隊發現。